# Antiracotis voeltzkowii
Antiracotis voeltzkowii là một loài bướm đêm trong họ Geometridae.